# Christophe Nick
Christophe Nick (1958) è un giornalista e saggista francese.

## Biografia
La sua prima esperienza lavorativa è stata nel 1980 per la rivista Rock'n Folk. È poi passato alla rivista Actuel come inviato speciale fino alla chiusura definitiva del giornale, nel 1994.
Dal 1989 iniziò una lunga collaborazione Pierre Péan. Insieme sono stati autori di alcuni documentari d'indagine: L'affaire des Irlandais de Vincennes, Les écoteus téléphoniques e Le Fisc.
Nel 2006 ha fondato la sua società di produzione documentaristica, Yami 2.
Nell'aprile del 2009 è stato l'autore e il produttore del documentario-reality Le Jeu de la mort (Reality: Ultima frontiera), dove ha ripreso l'esperimento di Milgram del 1961.

## Documentari prodotti
- Clandestin en Chine soirée (1992)
- Les Irlandais de Vincennes (1996)
- L'Extrmiste (1996)
- Les écoutes téléphoniques (1997)
- Le Fisc (1998
- La technique du coup d'Etat démocratique (1999)
- Stop la Violence (2000)
- Chroniques de la violence ordinaire (2005)
- École(s) en France (2006)
- La Résistance (2008)
- La mise à mort du travail (2008)
- Le Jeu de la mort (Reality: Ultima frontiera, 2009)
- Le temps de cerveau disponible (2010)